# Interessengemeinschaft der Entnazifizierungsgeschädigten
Die Interessengemeinschaft der Entnazifizierungsgeschädigten e. V. (IdEG) war eine Anfang der 1950er Jahre in Hannover gegründete politische Vereinigung, deren Mitglieder „der Seite der Täter (aus der Zeit des Nationalsozialismus) besonders nahegestanden hatten.“ Die Funktionäre der Interessengemeinschaft bekannten sich unter Berufung auf die grundgesetzlich garantierte Meinungsfreiheit offen als „Nationalsozialisten aus Überzeugung“ und sahen ihre Mitglieder als „Opfer“ der Entnazifizierungsverfahren, die für das angeblich erlittene Unrecht durch das „Sonder- und Racherecht“ der Alliierten einen Ausgleich forderten.

## Beschreibung
Die im Vereinsregister beim Amtsgericht Hannover als eingetragener Verein im März 1952 registrierte Interessengemeinschaft hatte laut der Frankfurter Rundschau 1953 rund 5.000 Mitglieder in Niedersachsen. Im Folgejahr 1954 bezifferte die IdGE gegenüber der Deutschen Presseagentur „propagandistisch überhöht“ rund 16.000 Mitglieder.
Bei der Vereinsauflösung 1962 wurden laut Angaben des letzten Vereinsvorsitzenden die meisten Quellen wie Korrespondenzen, Mitgliederkarteien und Sitzungsprotokolle vernichtet.

## Bekannte Personen
- Herbert Bangemann (1897–1969), IdEG-Vorsitzender in Celle[2]

## Publikationen
- Der Staatsbürger. Monatsschrift der Entnazifizierungsgeschädigten, Internierten und Entrechteten. Interessengemeinschaft der Entnazifizierungsgeschädigten,[3] erschienen von April 1953 bis Juni 1962[1]